# Nezumia sclerorhynchus
Nezumia sclerorhynchus är en fiskart som först beskrevs av Valenciennes, 1838.  Nezumia sclerorhynchus ingår i släktet Nezumia och familjen skolästfiskar. Inga underarter finns listade i Catalogue of Life.